# Aulacocèrides
Els aulacocèrides (Aulacocerida) són un ordre extint de cefalòpodes belemnoïdeus, que van viure entre el Devonià superior i Juràssic inferior. Van ser assignats a la subclasse Coleoidea a causa de les similituds en l'estructura del seu esquelet intern.

## Característiques
Els aulacocèrides tenien una conquilla esvelta, cònica amb una cambra de vida gran, de apertura senzilla. La protoconquilla (inicial, la càmera embrionària) està separada de la cambra cònica interna per una constricció en forma d'ou. El sifó és estret i ventral, constret en els septes i ampliat al mig de la cambra; el coll es projecta cap enrere cap a l'àpex. No se sap amb certesa el nombre de tentacles i brànquies. El nacre que s'ha recuperat d'aulococèrides així com de belemnits s'assembla al que s'ha trobat recentment en Sepia i Spirula, però difereix del trobat a Nautilus.
Les opinions varien sobre si els aulacocèrides tenien la conquilla interna com els moderns calamars, o si tenien conquilles externes com els nautilods i ammonites.

## Distribució estratigràfica
Es troben entre el Devonià Superior - Carbonífer i Juràssic, estan àmpliament representats en el registre fòssil del Triàsic en els sediments dipositats a l'Oceà de Tetis.